# Suosan
Le suosan est un édulcorant artificiel dérivé de l'acide aminé bêta-alanine.

## Histoire
Le suosan et ses dérivés ont été découverts en 1948 par Petersen et Muller,. 

## Propriétés
Le suosan est un sel de sodium de l'acide aspartique bêta-4-nitroanilide qui est la structure de départ d'édulcorant artificiel au pouvoir sucrant très élevé tel que le superaspartame, une combinaison du cyanosuosan et de l'aspartame qui est 14 000 plus sucré que le saccharose.
Le suosan et ses dérivés n'ont pas été utilisés comme édulcorants alimentaires car ils peuvent former des composés toxiques tels que la 4-nitroaniline.
Le suosan a un pouvoir sucrant 700 fois plus intense que le saccharose (à poids égal)  avec cependant un arrière-goût amer.